# Zrak

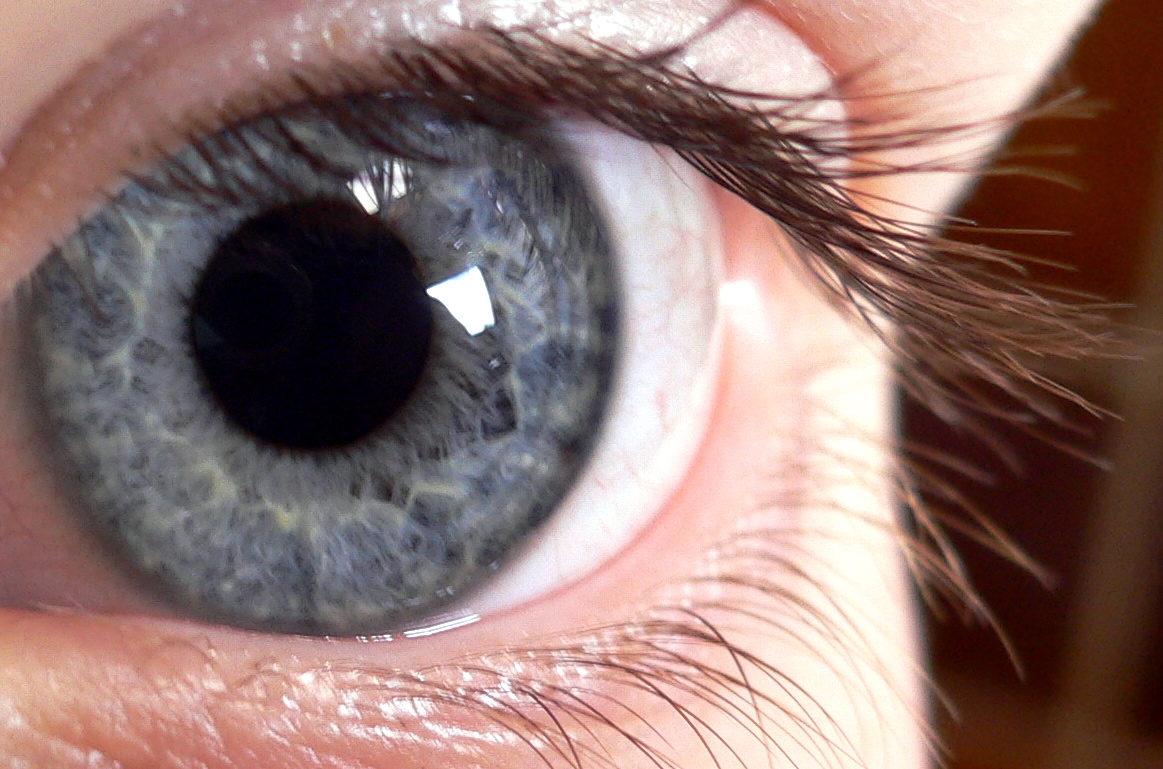
Lidské oko

Zrak je smysl, který umožňuje živočichům vnímat světlo, různé barvy, tvary. Pro člověka je to smysl nejdůležitější, asi 80 % všech informací vnímáme zrakem.[zdroj?] Zrak je zaměřen především na vnímání kontrastu, proto dovoluje vidění kontur předmětů, jejich vzdálenost a významně se podílí na orientaci v prostoru.

## Vnímání světla

Stavba sítnice; v pravé (vnější) vrstvě jsou tyčinky a jeden čípek

Stavba tyčinky

Vlastní vnímání světla je založeno na citlivosti zrakových pigmentů (např. rodopsin) na světlo. Světlem se zrakové pigmenty rozkládají, čímž zahájí řetěz chemických reakcí, které vedou k převedení signálu na elektrický potenciál, vzruch, který přenáší informaci do zrakových center mozku. Fotoreceptory lidského oka jsou citlivé na světelné vlny v rozsahu 469–769 nm. 
Rodopsin je zřejmě nejvýznamnější oční pigment zodpovědný za vnímání světla, ale nikoliv jediný. V čípkách se vyskytují především tzv. jodopsiny, které umožňují barevné vidění. Mechanismus jejich funkce však je podobný.
Rodopsin je transmembránový protein složený z proteinové složky opsinu a karotenové složky retinalu. Retinal je schopný cis-trans izomerie. Cis konfigurace retinalu je pevně vázána na lysinový zbytek opsinového proteinu a představuje klidový stav. Retinal je však schopen prudce reagovat na dopadající fotony světla. Když totiž dojde k absorpci světla cis-retinalem, změní se na all-trans izomer a uvolní se do cytoplazmy. Změnou konformace rodopsinu se aktivuje G protein transducin. Ten aktivuje cGMP fosfodiesterázu, která rozkládá cGMP na otevřený GMP. Když však v tyčinkách není cGMP, dojde k uzavření sodíkových iontových kanálů, a tak dochází k hyperpolarizaci membrány. To inhibuje synapse na tyčinkových buňkách a vede to k zastavení produkce jistých neurotransmiterů. Jejich nedostatek způsobí depolarizaci membrány nervových buněk v sítnici a vznik akčního potenciálu v očním nervu. Následně dojde k dodání této informace do mozku.
Retinal je derivát vitamínu A. Při jeho nedostatku se zpomalí adaptace na tmu (kdy je nutná syntéza většího množství pigmentů), výsledkem je šeroslepost. Zraková ostrost je schopnost odlišit dva body v prostoru. Závisí na schopnosti optického aparátu zaostřit paprsky na sítnici, ale také na průhlednosti oka, intenzity osvětlení a hustotě a zapojení fotoreceptorů v daném místě sítnice. Minimální zorný úhel ve žluté skvrně, kde je největší množství čípků, je 1 úhlová minuta – vzdálenost obrazů na sítnici je pak pouhých 5 μm, mezi dvěma podrážděnými světločivými buňkami je jedna nepodrážděná.

## Lidské oko

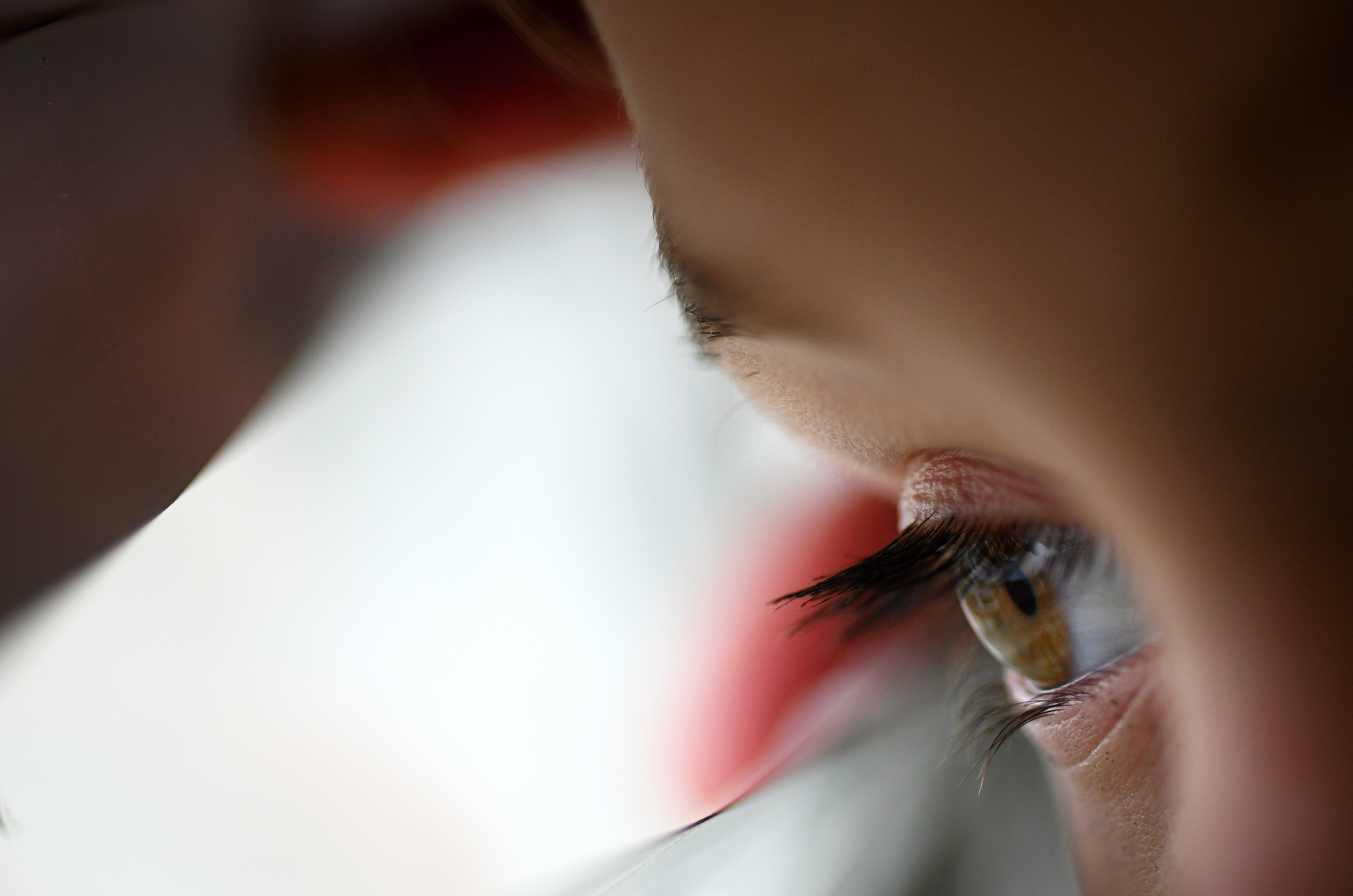
Detail oka

Smyslovým orgánem je oko (oculus), které je složeno z oční koule a přídatných orgánů. Vlastní světločivná vrstva oka, sítnice, obsahuje fotoreceptory, vysoce specializované světločivé buňky, tyčinky a čípky. Ty jsou zanořeny v pigmentovém epitelu, který zajišťuje jejich výživu a světelnou izolaci. Člověk má v každém oku přes 100 miliónů světločivých buněk.
K dokonalosti zrakového vnímání jsou nezbytné části oka tvořící jeho optický systém (rohovka, komorová voda, čočka, sklivec), který soustřeďuje paprsky tak, aby jejich ohnisko bylo na sítnici.

## Barevné vidění
Zraková ostrost dravců a kočkovitých šelem je mnohem větší, než u člověka. Jsou ale živočichové, kteří vnímají jenom světlo a tmu, nebo jsou úplně slepí.
Vnímání barev zajišťují čípky. V normálním lidském oku existují tři druhy čípků, lišící se barevnými pigmenty a citlivostí k vlnovým délkám, které určují jednotlivé barvy. Čípky lidí vnímají červenou, zelenou a modrou barvu. Normální lidské vidění je tedy trichromatické, vidění barvoslepých lidí je např. dichromatické (dva druhy čípků). Málo známým faktem je, že se u některých lidí vyskytuje i opak barvosleposti, tedy čtyři druhy čípků.
Všichni živočichové nevnímají barvy stejně jako člověk. Trichromatické vidění je výsada primátů.[zdroj?] Většina savců má pouze dichromatické vidění, jako barvoslepí lidé. Je známým faktem, že pes je barvoslepý – ale ne úplně, vidí dobře červenou a žlutou barvu. Kůň nemá čípky citlivé na červenou barvu. Naproti tomu ptáci, plazi a ryby mají obvykle tetrachromatické vidění[zdroj?], tedy čtyři druhy čípků. Člověk a ostatní primáti vnímají barvy od modré po červenou, tedy světlo s vlnovou délkou zhruba od 400 do 700 nanometrů. U ptáků je citlivost mírně posunuta k modrým barvám. Hlubinné ryby mají citlivost hlavně na modrou barvu, která proniká pod mořskou hladinu nejhlouběji. Motýli vidí ultrafialové světlo s vlnovou délkou kratší než 400 nanometrů, ale nevidí naopak červenou. Někteří hadi vidí široké spektrum barev od ultrafialové až po infračervenou (nad 700 nanometrů), navíc na vnímání tepla oběti mají někteří na hlavě i další specializovaný orgán, mimo oči.

## Adaptace na tmu
Při setmění (šeru) dojde k rozšíření zornice, aby se do oka dostalo co nejvíc světla. Citlivost oka na světlo se zvyšuje. Protože jsou čípky méně citlivé, ve tmě přestáváme vidět barvy.
Někteří živočichové (šelmy, zvířata s noční aktivitou, žralok, ale i kráva nebo kůň) mají za sítnicí vrstvu buněk (nebo vláken) schopných odrážet světlo. Tato vlákna umožňují lepší vidění za šera, protože světelné paprsky, které projdou sítnicí, se odrazí a procházejí sítnicí zase nazpět, takže mohou podráždit fotoreceptory dvakrát.
Odražené světlo je příčinou „svítících očí“ těchto zvířat.

## Poruchy zraku
U zraku dochází především k poruchám ostrosti, poruchám vnímání barev a celkovému oslabení zraku. Poruchy ostrosti jsou způsobeny špatnou akomodací oční čočky. Je to:
- krátkozrakost
- dalekozrakost
- astigmatismus

Špatné rozlišování barev je způsobeno chybnou činností čípků nebo tyčinek. Důsledkem špatné činnosti tyčinek je šeroslepost, tedy omezená schopnost vidění za šera. Při špatné činnosti čípků člověk ztrácí schopnost vidět barvy. Přitom jen asi jeden člověk ze 100.000 vidí pouze v odstínech šedé, ostatní barvoslepí pouze nerozlišují některé odstíny. Nejčastější je zaměňování červené se zelenou, méně časté je zaměňování žluté s modrou.
Pokud je zrak oslaben mluvíme o slabozrakosti, při úplné ztrátě zraku hovoříme o slepotě.

## Stereoskopické vidění
Vnímání prostoru je umožněno polohou očí, kdy do každého oka dopadá mírně odlišný obraz, z nichž se v mozku skládá prostorový obraz prostředí. Částečně ho ovlivňuje i zaostřování oční čočky, které pomáhá odhadnout vzdálenost, takže i jednooký člověk má určitou prostorovou orientaci.
Pokud má živočich oči po stranách hlavy, získává tím široký přehled okolí (a možnost uvidět včas hrozící nebezpečí), který je však velmi plochý (kopytníci, kytovci aj.). Naopak poloha očí vedle sebe umožňuje dokonalý prostorový přehled, ale užší rozhled (šelmy, primáti, dravci).